# Omobranchus fasciolatoceps
Omobranchus fasciolatoceps es una especie de pez de la familia Blenniidae en el orden de los Perciformes.

## Reproducción
Es ovíparo.

## Hábitat
Es un pez de mar y de clima templado.

## Distribución geográfica
Se encuentra al sur del Japón y las costas de la China.